# Веланд, Мортен
Мо́ртен Ве́ланд (норв. Morten Veland) — музыкант из Норвегии, был одним из основателей готик-метал-группы Tristania.
Он был основным композитором и автором текстов, играл на гитаре и отвечал за гроулинг-вокал. После записи в составе Tristania двух полноформатных альбомов он покинул группу из-за социальных и музыкальных разногласий.
После ухода Мортен сформировал группу Sirenia, исполняющую музыку в том же жанре, причём практически все музыкальные партии были записаны одним Мортеном. Сессионные музыканты приглашались им только для концертных выступлений.
В 2010 году Мортен анонсировал свой новый проект Mortemia, охарактеризовав его как «сбалансированное сочетание метала и классической музыки». Продюсером, звукорежиссёром, полноправным автором и исполнителем всех песен (за исключением партий французских хоров) является сам Веланд. Дебютный альбом Mortemia Misere Mortem вышел в конце февраля 2010 года на Napalm Records.

## Биография

### Uzi Suicide
Родители Мортена очень любили творчество Леонарда Коэна и постоянно его слушали. Мортену тоже очень нравился этот исполнитель и он захотел стать музыкантом. Учась в четвёртом классе, Мортен стал посещать уроки игры на классической гитаре, но вскоре ему это наскучило и он бросил. Его интерес возродился, когда он познакомился с творчеством таких групп как Guns N’ Roses, Mötley Crüe, Metallica и других. В 1992 году, в возрасте 14 лет, Мортен покупает свою первую электрогитару. Вместе со своим другом, барабанщиком Кеннетом Олссоном (норв. Kenneth Olsson), они организуют группу Uzi Suicide. Первое время они преимущественно играют каверы на известные группы, но потом начают сочинять собственный материал. Переломный момент произошёл примерно в 1994 году, когда Мортен открыл для себя британскую готик-сцену, яркими представителями которой являлись The Sisters of Mercy, Fields of the Nephilim и The Mission. Именно с 1994 года, Мортен начинает экспериментировать в новом направлении, пытаясь соединить метал с готическими элементами, которые ему так понравились в творчестве британских групп. В 1995 году к Мортену и Кеннету присоединяется клавишник Эйнар Моэн (норв. Einar Moen), после чего название группы меняется на Tristania. Под именем Uzi Suicide группа так ничего и не выпустила.

### Tristania
К маю 1997 года в группе уже были собственный басист — Руне Остерхус (норв. Rune Osterhus) и второй гитарист — Андерс Хойвик Хидле (норв. Anders Hoyvic Hidle). Впятером они арендуют студию Klepp Lydstudio, на которой, в течение трёх дней, записывают четыре песни для демоальбома Tristania. Для записи женских вокальных партий была приглашена Вибеке Стене (норв. Vibeke Stene), как сессионный участник, чуть позже ставшей полноправным членом команды. Тираж демоальбома составил всего 500 копий, так как выпускался на собственные деньги музыкантов. Диски были разосланы во множество различных лейблов, музыкальных журналов и радиостанций. Napalm Records предложила заключить контракт сразу на три альбома, что оказалось самым выгодным предложением от всех откликнувшихся лейблов. Контракт заключался не с группой, а с каждым участником по отдельности, что в будущем Мортену сыграло на руку. На момент заключения контракта, Мортену было всего 19 лет. Музыка для первого альбома была написана Мортеном и Эйнаром. При записи второго альбома роль Мортена уменьшается из-за давления со стороны остальных участников группы, а прямо во время записи третьего альбома, разногласия достигают апогея, и 7 мая 2001 года, Мортен покидает группу.

### Elusive
В 2001 году Мортен присоединился к основанному Томми Ольссоном из Theatre of Tragedy готик-рок-проекту Elusive. В качестве гитариста он принимал участие в записи дебютного альбома группы, названного Destination Zero и получившего восторженные отзывы от музыкальных критиков. Однако, несмотря на успех альбома, вскоре после его выхода Мортен оставил коллектив, чтобы основать свою собственную группу.

### Sirenia
После ухода из Tristania Мортен создает проект Masters of Sirenia и продолжает творчество в жанре готик-метал. Вскоре название проекта сокращается до одного слова Sirenia. Со временем проект становится практически полноценной группой, и по настоящее время является основной группой Мортена.

### Mortemia
В процессе работы над текстами Sirenia у Мортена накопилось множество материала, не вписывающегося в формат группы, поэтому было решено выпустить эти песни отдельно от основного проекта. В 2009 году на лейбле Napalm Records был выпущен альбом Misere Mortem под именем Mortemia.

## Дискография

### В составе Tristania
- Tristania (1997, демоальбом)
- Widow’s Weeds (1998)
- «Angina» (1999, сингл)
- Beyond the Veil (1999)

### В составе Elusive
- Destination Zero (2001)

### В составе Sirenia
- At Sixes and Sevens (2002)
- An Elixir for Existence (2004)
- Sirenian Shores (2004, мини-альбом)
- «My Mind’s Eye» (2007, сингл)
- Nine Destinies and a Downfall (2007)
- «The Path To Decay» (2008, сингл)
- The 13th Floor (2009)
- The Enigma of Life (2011)
- Perils of the Deep Blue (2013)
- «Seven Widows Weep» (2013, сингл)
- The Seventh Life Path (2015)
- Dim Days of Dolor (2016)
- Arcane Astral Aeons (2018)
- Riddles, Ruins & Revelations (2021)[8]

### В составе Mortemia
- Misere Mortem (2010)